# Fra Paolino da Pistoia
Fra Paolino da Pistoia (Pistoia, 1488 – Pistoia, 4 agosto 1547) è stato un pittore italiano, il cui vero nome era Paolo di Bernardino del Signoraccio.

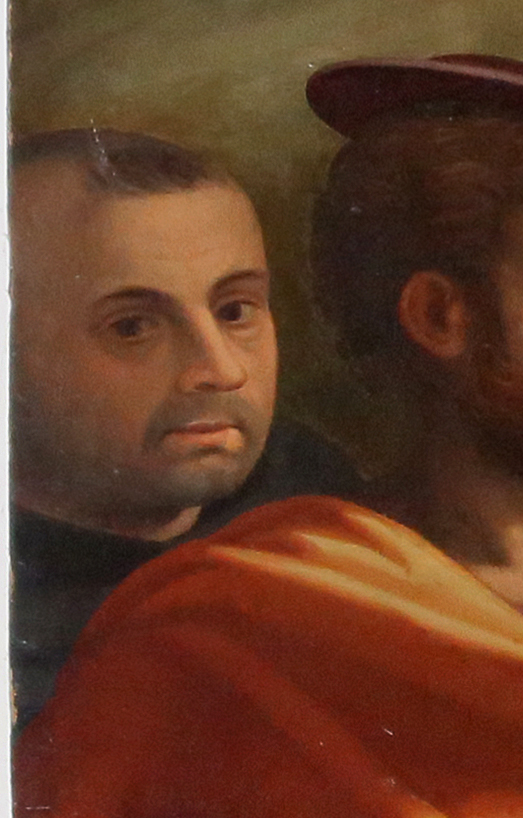
Autoritratto

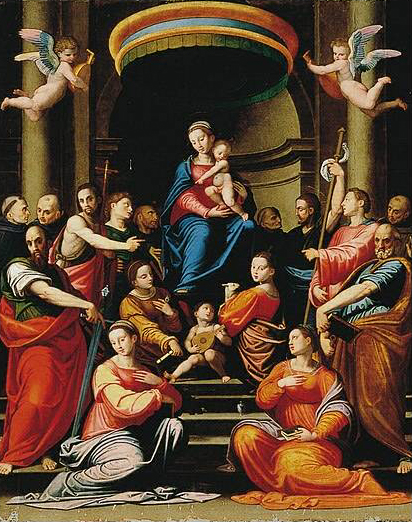
Sacra Conversazione (Pistoia - Chiesa di San Paolo)

Artisticamente si forma nella bottega del padre Bernardino del Signoraccio, pittore la cui opera risente dello stile del Perugino, stile che si ripercuote nell'attività giovanile del figlio Paolo.
Nel 1503 Paolo entra nell'ordine domenicano nel convento di San Domenico a Pistoia, che aveva un'impostazione ideologica molto vicina alle idee di Savonarola.
Nel 1509 Fra Paolino si trasferisce a Firenze ed entra nella bottega di San Marco, allora diretta da Fra Bartolomeo dove viene colpito dalla pittura classicheggiante del maestro. Nel 1517 alla morte di Fra Bartolomeo  la conduzione della bottega passa nelle sue mani. Eredita dal maestro tutto il materiale tra cui i cartoni e i disegni, che utilizzerà per tutta la vita reinterpretandoli con gusto personale. In questo periodo entra in contatto con i Della Robbia, in special modo con Andrea, anch'egli un seguace del Savonarola.
Nel 1525 dipinge l'Annunciazione situata nella Collegiata di San Cassiano a San Casciano in Val di Pesa, successivamente dipinge un'altra Annunciazione per il Santuario della Santissima Annunziata di Vinci e la Sacra Conversazione situata nel Santuario di Santa Maria del Sasso a Bibbiena. Nel 1526 trasferisce la sua bottega a Pistoia nel Convento di San Domenico.
La bottega cessa di esistere con la morte di Fra Paolino.

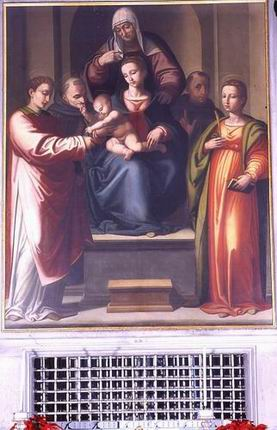
Sacra Conversazione, Monastero di San Clemente, Prato
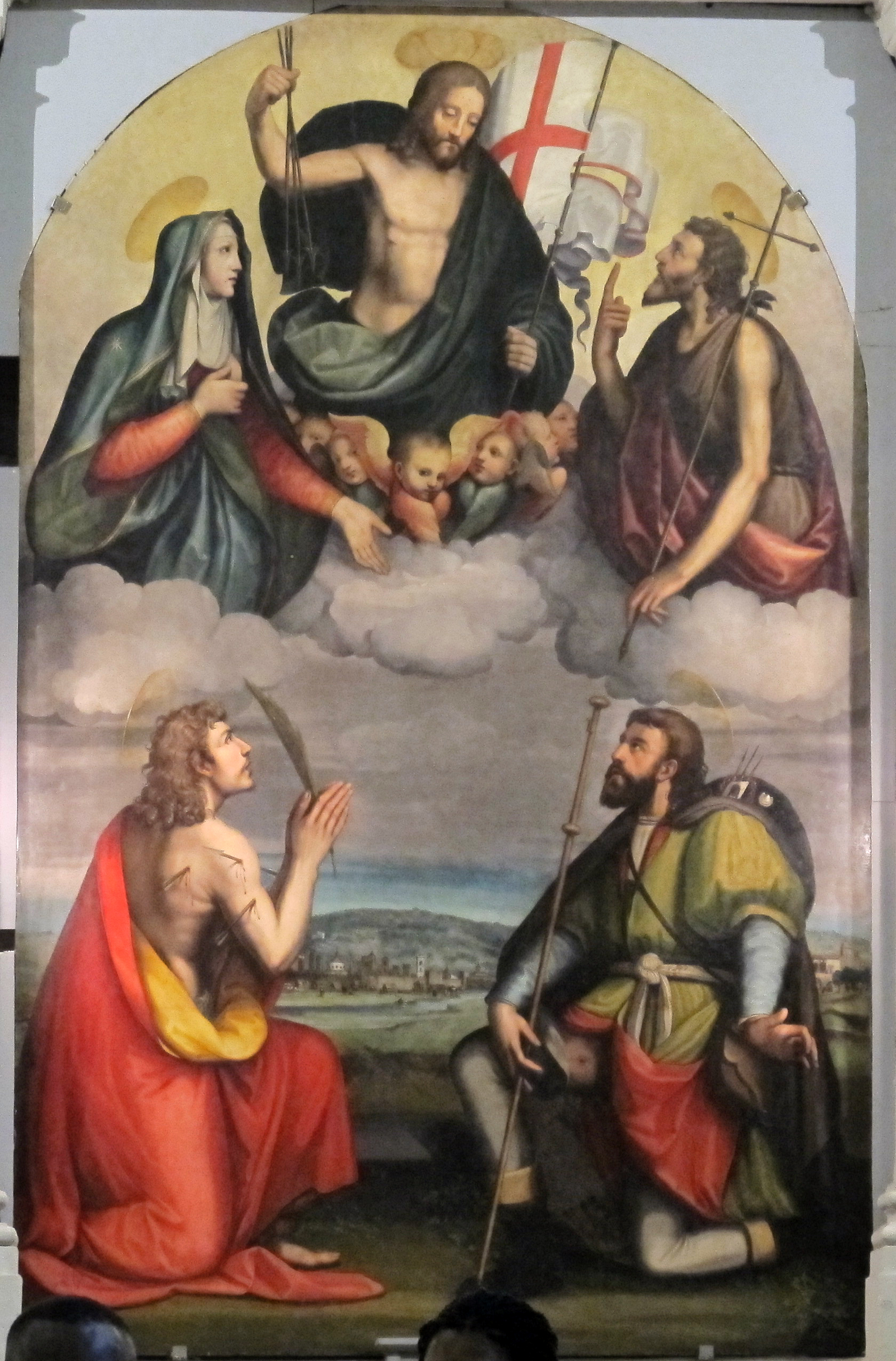
Madonna e il Battista che intercedono presso Cristo per Prato, con Giovanni Antonio Sogliani
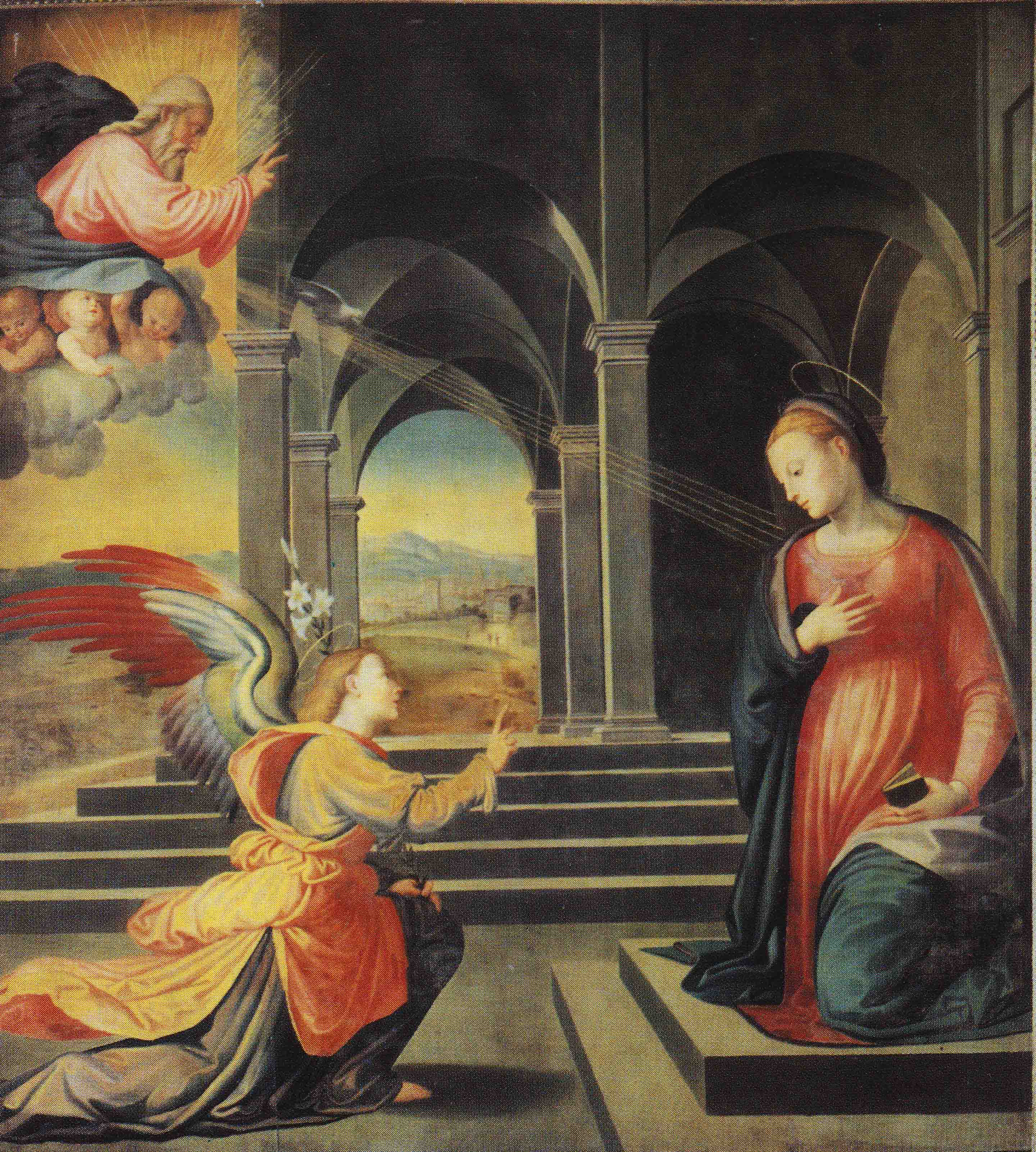
Annunciazione, Collegiata di San Cassiano